# قاموس البستانيين
قاموس البستانيين هو عبارة عن سلسلة مرجعية يتم الاستشهاد بها على نطاق واسع، كتبها فيليب ميلر (1691-1771)، والذي كانت يميل للتركيز على النباتات المزروعة في إنجلترا. وقد صدرت ثمانية طبعات من السلسلة في حياة المؤلف. وبعد وفاته، جرى تطوير الكتاب على يد جورج دون ليصبح نظامًا عامًا للبستنة وعلم النبات. تم تأليفه على شاكلة "قاموس ميلر للبستاني"، وتم ترتيبه وفقًا للنظام الطبيعي (1831-1838).

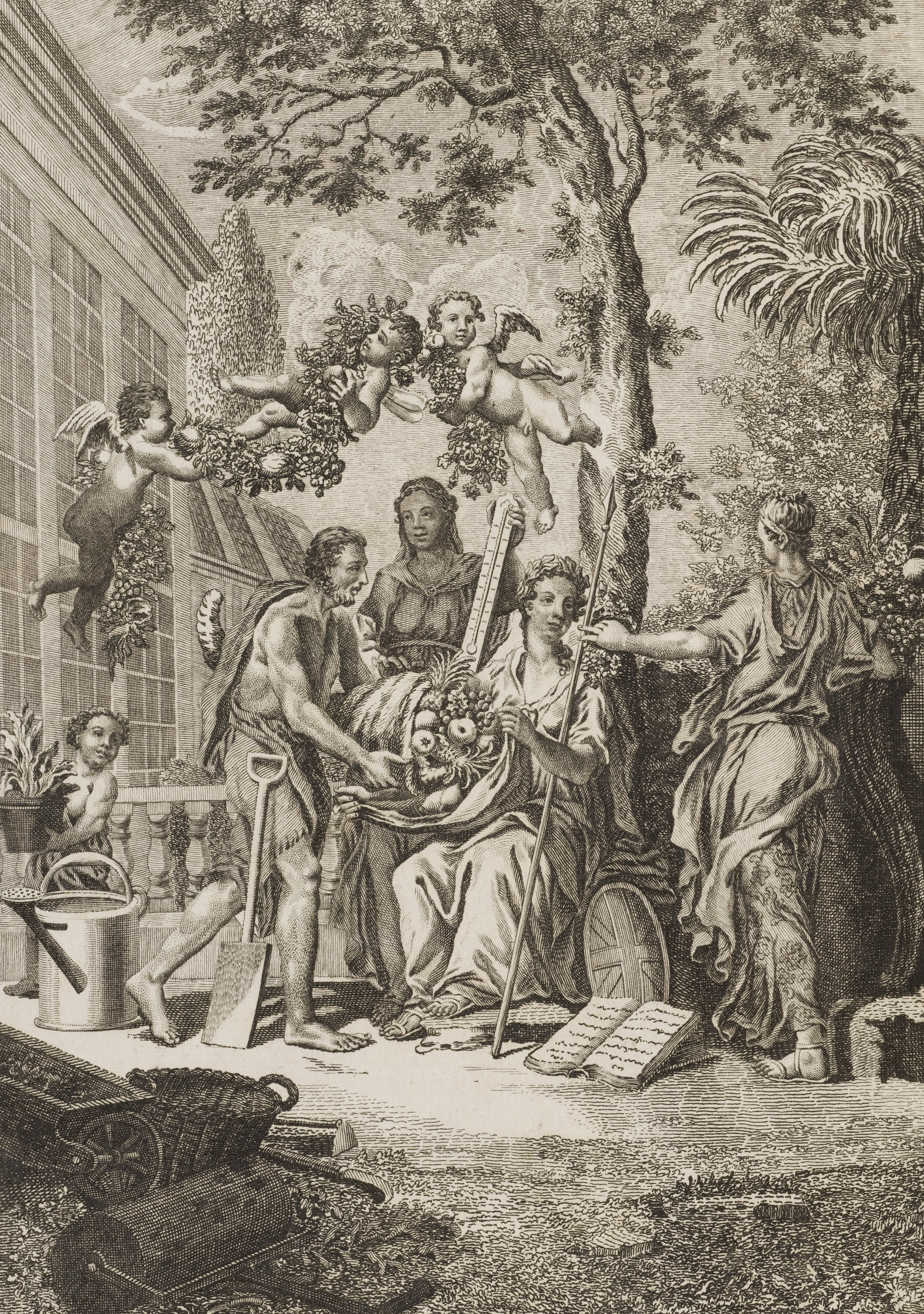
تصوير بريتانيا كمجموعة كبيرة من الفاكهة بما يشمل الأناناس من خلال استعارات أدبية من الطبيعة والصناعة والعلوم، مع وجود شجيرة برتقال في الخلفية (الصفحة الأولى من قاموس البستانيين، 1764)

## الطبعات
| سنة النشر  | الطبعة | العنوان |
| ---------- | ------ | --- |
| مختصر 1735 | الأول  | قاموس البستانيين. يحتوي على طرق زراعة وتحسين المطبخ وحديقة الفاكهة والزهور، بالإضافة إلى حديقة العلاج الطبيعي والبرية والحديقة الشتوية ومزرعة الكروم. مختصر 1735 |
| 1741       | الثاني | |
| 1748       | الثالث | |
| 1754       | الرابع | قاموس البستانيين. يحتوي على طرق زراعة وتحسين جميع أنواع الأشجار والنباتات والزهور للمطبخ وحدائق الفاكهة والحدائق الترفيهية؛ وكذلك تلك المستخدمة في الطب. مع توجيهات لثقافة مزارع الكروم وصناعة النبيذ في إنجلترا. والتي تشمل أيضًا الأجزاء العملية للزراعة. مختصر من الطبعة الأخيرة من كتاب "فوليو" للمؤلف فيليب ميلر، ... ، في ثلاثة مجلدات... الطبعة الرابعة المصححة والموسعة. أعيد طبعه عام 1969 |
| 1763       | الخامس | |
| 1752       | السادس | قاموس البستانيين؛ يحتوي على طرق زراعة وتحسين المطبخ وحديقة الفاكهة والزهور، بالإضافة إلى حديقة الطب، والبرية، والحديقة الشتوية، ومزرعة الكروم. يحتوي هذا الكتاب على تاريخ النباتات، وخصائص كل جنس، وأسماء جميع الأنواع المعينة، باللغتين اللاتينية والإنجليزية، وشرح لجميع المصطلحات المستخدمة في علم النبات والبستنة. الطبعة المختصرة 1771 |
| 1759، 1764 | السابع | |
| 1768       | الثامن | قاموس البستانيين: يحتوي على أفضل وأحدث الطرق لتحسين المطبخ، وحديقة الفاكهة والزهور، ومشتل النباتات؛ وكذلك لأداء الأجزاء العملية من الزراعة: بما في ذلك إدارة مزارع الكروم، مع طرق صنع النبيذ وحفظه، وفقًا للممارسة الحالية التي يتبعها أكثر مزارعي الكروم مهارة في العديد من بلدان النبيذ في أوروبا. مع توجيهات لنشر وتحسين جميع أنواع أشجار الأخشاب، من خلال الممارسة والخبرة الحقيقية. الطبعة الثامنة، منقحة ومعدلة وفقًا لأحدث نظام في علم الأحياء؛ ومزينة بعدة ألواح نحاسية لم تكن موجودة في بعض الطبعات السابقة. |

## المميزات
1. تصنيفه للنباتات: استخدم ميلر النظام التصنيفي الذي وضعه كارل لينيوس لاحقًا، مما ساهم في توحيد أسماء النباتات ووصفها علميًا.
2. شمولية العمل: احتوى الكتاب على معلومات عن النباتات المحلية والنباتات التي تم استقدامها إلى أوروبا من مناطق أخرى.
3. دوره في عصره: كان مرجعًا رئيسيًا للبستانيين وعلماء النبات في القرن الثامن عشر.
4. تحديثاته المستمرة: تم تحديثه وإعادة نشره عدة مرات خلال حياة ميلر، مما يعكس تطور المعرفة النباتية في تلك الفترة.

## أهمية الكتاب
يكتسي القاموس أهمية كبيرة فهو:
- يُعتبر علامة بارزة في تاريخ البستنة وعلم النبات.
- ساعد في نشر المعرفة العلمية عن النباتات للعامة والمهتمين بالبستنة على حد سواء.
- لعب دورًا في تعزيز تبادل الأنواع النباتية بين أوروبا وبقية العالم.

## روابط خارجية
- نسخ مصورة مختلفة في أرشيف الإنترنت